# Irina Karamanos
Irina Sabine Alice Karamanos Adrian (Santiago, 29 de outubro de 1989) é uma antropóloga, socióloga, politóloga e ativista feminista chilena. Como namorada do presidente do Chile, Gabriel Boric, foi primeira-dama de seu país, de 11 de março de 2022 até 16 de novembro de 2023, quando ocorreu a separação do casal. Assumiu o cargo de diretora da Área Sociocultural da Presidência do Chile, desde 11 de março de 2022.

## Biografia
Irina veio de uma família paterna grega. Seus avôs paternos nasceram em Kymi, na Grécia, e migraram para o Chile, dedicando-se à confecção de luvas e sapatos de couro.
Seu pai, Jorge Karamanos Elefteriu, foi professor de ensino na educação básica, dirigente da comunidade helénica da capital chilena na década de 1980 e reconhecido como jogador de xadrez, faleceu de câncer quando Irina estava com oito anos de idade; e sua mãe, Sabine Alice Inés Adrian Gierke, é filha de imigrantes alemães que vieram do Uruguai e que já trabalhou como acadêmica na associação cultural alemã Goethe-Institut.
Realizou seus estudos primários e secundários no Colégio Alemão de Santiago, um instituto privado localizado na comuna das Condes. Posteriormente, concluiu o ensino superior nas áreas de ciências sociais com estudos voltados para a antropologia, ciências da educação, gestão cultural, formação cidadã, artes visuais e direitos linguísticos na Universidade de Heidelberg, na Alemanha. Além disso, estudou artes visuais na Universidade do Chile, carreira que abandonou um ano depois para morar na Alemanha entre 2009 e 2014 e estudar em Heidelberg.
Irina fala espanhol, grego, inglês, alemão e indonésio básico. Poliglota, ela também é estudante de kawésqar, um idioma indígena próprio de um povo homónimo localizado na zona austral do Chile.
Iniciou sua vida pública ao escrever várias colunas para veículos de imprensa nacional como a revista chilena The Clinic, sobre a igualdade de gênero e o papel da mulher na política. Ademais, foi palestrante e convidada várias vezes do programa de debate político Sin Filtros no canal de televisão Vive.

## Carreira política

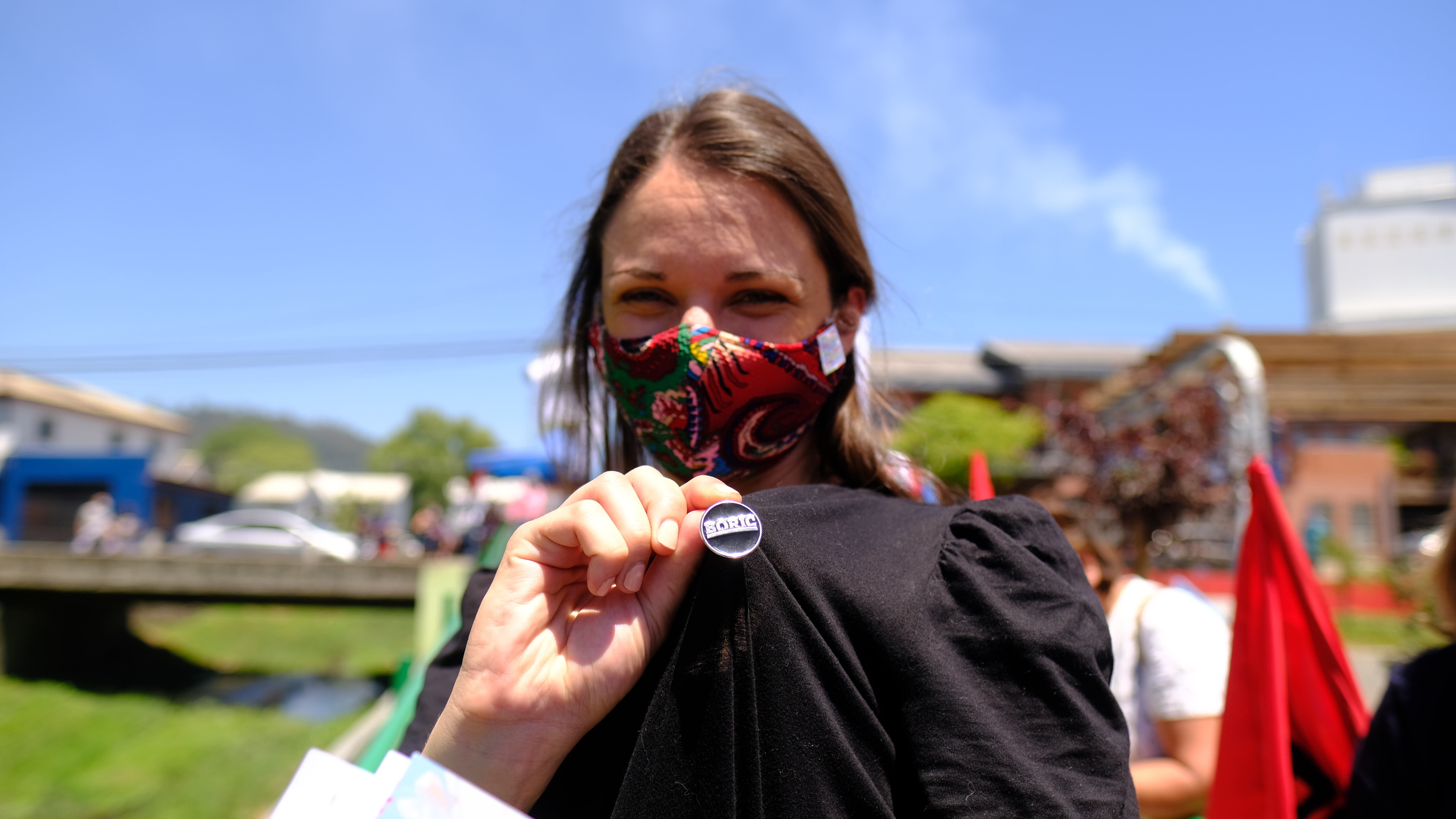
Karamanos na região de Bío-Bío durante a campanha presidencial de Gabriel Boric, novembro de 2021

É feminista, militante e fundadora do partido Convergência Social (CS), na qual lidera a campanha Frente Feminista no país. Desde 2016, Irina atua como ativista no Movimento Autonomista, onde trabalhou na Frente de Cultura desse movimento e, durante estas atividades que organizava no cenário público, ela chegou a conhecer Gabriel Boric. Dentro da Convergência Social, fez parte do mesmo grupo ligado ao seu marido, embora considera que seu perfil é mais "transversal" do que as pessoas internas ligadas ao seu partido. Também é coordenadora de Abrecaminos, uma plataforma de incidência política de mulheres, diversidades sexuais e de gêneros.
Trabalhou pela deputação do político e advogado Gonzalo Winter no período legislativo 2018-2022, no qual é parceiro de seu partido.

## Primeira-dama do Chile

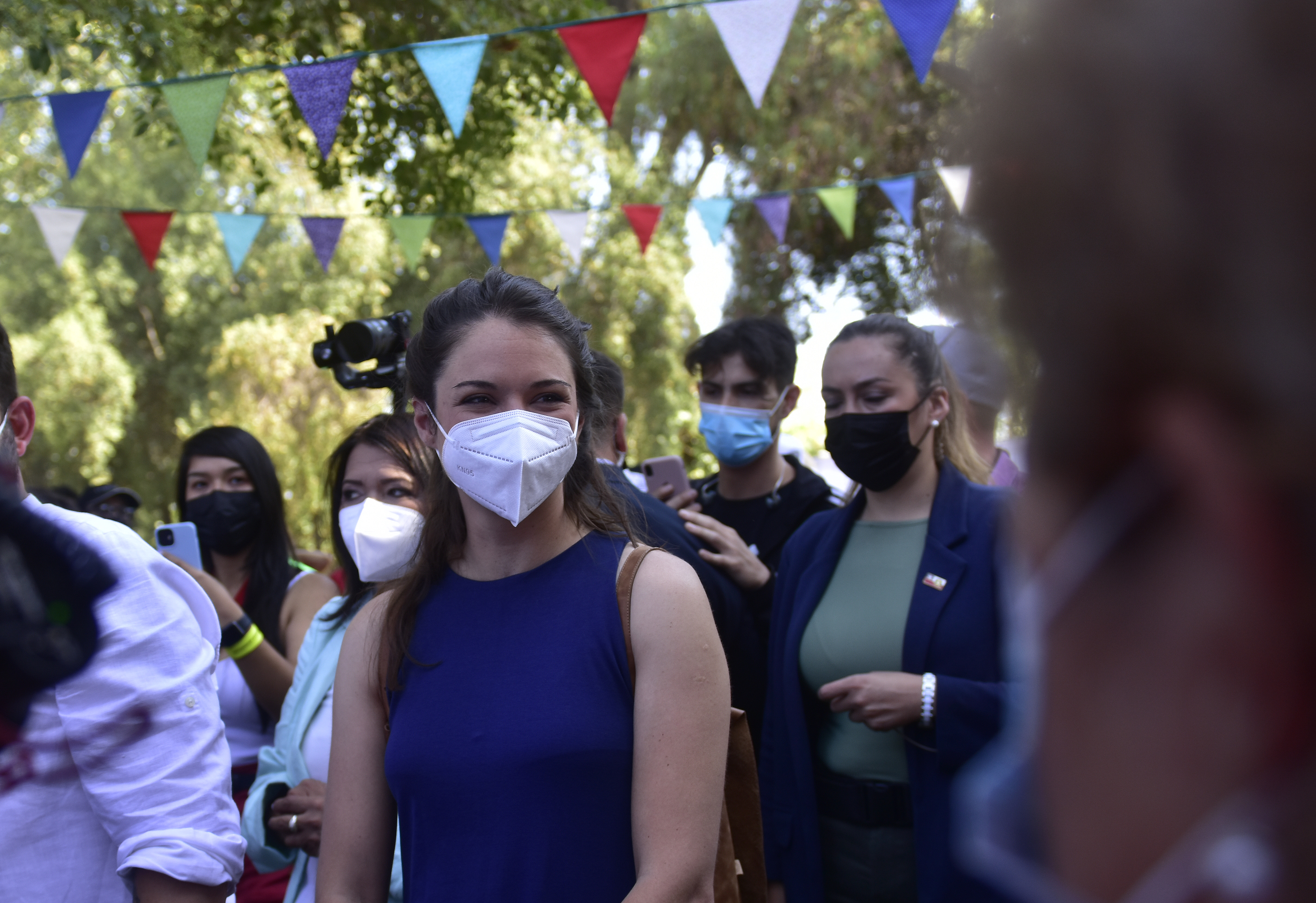
Irina em La Pintana, março de 2022

Desde 2019, é assumiu um namoro com o político e atual presidente do Chile, Gabriel Boric. Em 18 de janeiro de 2022, foi anunciado que assumiria o papel de primeira-dama com o objetivo de utilizar do cargo como uma forma de trazer representatividade, ou seja, dando importância a comunidade transgênera, as crianças refugiadas, a interculturalidade e os povos indígenas do Chile. Inicialmente, esteve indecisa para assumir a função; no entanto, depois de anunciar a sua aceitação para tal posição, recebeu críticas de diferentes setores feministas.
Posteriormente, esteve presente ao lado da então primeira-dama Cecilia Morel, viúva de Sebastián Piñera, para coordenar os trabalhos de transição do governo, e esta lhe fez uma exposição de cada uma das sete fundações, que estão ligadas a Direção Sociocultural da Presidência, bem como de seus principais desafios. O casal se separou em 16 de novembro de 2023.